# Seznam švicarskih kemikov
Seznam švicarskih kemikov.

## B
- Marcel Benoist (Francoz švic. porekla?)
- Daniel Bovet (švicarsko-italijanski)

## E
- Richard Robert Ernst

## G
- Victor Goldschmidt (1888 – 1947) (švicarsko-nem.-norveški)
- Andreas Grüssner-Feigel (1910 – 1999)

## H
- Germain Henri Hess (švicarsko-ruski)
- Albert Hofmann (1906 – 2008)
- Hans Huber (1852 – 1921)

## I
- Otto Isler

## K
- Paul Karrer

## L
- Hans Heinrich Landolt (1831 – 1910) (švicarsko-nem.)

## M
- Jean Charles Galissard de Marignac
- Paul Hermann Müller

## P
- Andreas Pfaltz
- Amé Pictet
- Vladimir Prelog

## R
- Tadeus Reichstein
- Leopold Ružička

## S
- Nicolas-Théodore de Saussure
- Gerold Schwarzenbach
- Charles Soret
- Jacques-Louis Soret
- Arthur Stoll (1887 – 1971)

## T
- Julius Tafel

## W
- Alfred Werner
- Kurt Wüthrich